# Lední hokej na Zimních olympijských hrách 1998 – turnaj ženy

## Turnaj žen
|    |          | USA  | CAN  | FIN  | CHN | SWE | JPN  | V | R | P | Skóre | B  |
| 1. | USA      | ***  | 7:4  | 4:2  | 5:0 | 7:1 | 10:0 | 5 | 0 | 0 | 33:7  | 10 |
| 2. | Kanada   | 4:7  | ***  | 4:2  | 2:0 | 5:3 | 13:0 | 4 | 0 | 1 | 28:12 | 8  |
| 3. | Finsko   | 2:4  | 2:4  | ***  | 6:1 | 6:0 | 11:1 | 3 | 0 | 2 | 27:10 | 6  |
| 4. | Čína     | 0:5  | 0:2  | 1:6  | *** | 3:1 | 6:1  | 2 | 0 | 3 | 10:15 | 4  |
| 5. | Švédsko  | 1:7  | 3:5  | 0:6  | 1:3 | *** | 5:0  | 1 | 0 | 4 | 10:21 | 2  |
| 6. | Japonsko | 0:10 | 0:13 | 1:11 | 1:6 | 0:5 | ***  | 0 | 0 | 5 | 2:45  | 0  |

 Finsko –  Švédsko 6:0 (2:0, 2:0, 2:0)
8. února 1998 – Nagano (Aqua Wing Arena)

Branky: 8:35 P. Vaarakallio (S. Huotari), 15:17 J. Ikonen (M. Selin), 22:35 T. Reima (S. Fisk), 34:07 R. Nieminen (T. Reima), 55:11 S. Krooks, 58:20 J. Ikonen.

Rozhodčí: Marina Zenk (CAN)

Diváků: 2 208

 Japonsko –  Kanada 0:13 (0:3, 0:6, 0:4)
8. února 1998 – Nagano (Aqua Wing Arena)

Branky: 5:46 D. Goyette (H. Wickenheiser), 15:42 G. Heaney, 17:05 J. Diduck (S. Wilson, C. Campbell), 24:23 D. Goyette (S. Wilson, T. Brisson), 28:12 T. Brisson (H. Wickenheiser), 31:22 C. Campbell (J. Diduck), 35:43 S. Wilson (D. Goyette), 36:14 B. Kellar (V. Sunohara), 38:08 H. Wickenheiser (S. Wilson), 53:52 J. Diduck (C. Campbell), 55:26 F. St-Louis (G. Heaney, B. Kellar), 56:21 D. Goyette, 58:06 F. Smith (F. St-Louis).

Rozhodčí: Victoria Renfer-Kale (USA)

Diváků: 4 597

 USA –  Čína 5:0 (2:0, 1:0, 2:0)
8. února 1998 – Nagano (Aqua Wing Arena)

Branky: 7:39 C. Granato (G. Ulion, J. Schmidgall), 19:17 K. Bye (T. Mounsey), 34:53 T. Mounsey (K. King), 51:05 J. Schmidgall (K. Bye), 56:20C. Granato (K. King).

Rozhodčí: Laurie Taylor-Boulton (CAN)

Diváků: 3 255

 Kanada –  Čína 2:0 (0:0, 2:0, 0:0)
10. února 1998 – Nagano (Aqua Wing Arena)

Branky: 24:38 D. Goyette (H. Wickenheiser), 35:38 V. Sunohara (G. Heaney).

Rozhodčí: Sandra Dombrowski (SUI)

Diváků: 2 713

 Japonsko –  Finsko 1:11 (0:2, 0:3, 1:6)
10. února 1998 – Nagano (Aqua Wing Arena)

Branky: 48:28 Hatanaka A. (Fujiwara S., Yoshimi N.) – 3:54 S. Lankosaari (K. Riipi, S. Krooks), 18:45 K. Riipi (S. Lankosaari), 27:22 T. Reima (S. Fisk, K. Hänninen), 33:29 K. Hänninen, 38:23 K. Hänninen (R. Nieminen, J. Ikonen), 45:43 K. Rantamäki, 49:06 R. Nieminen (K. Lehto), 49:52 S. Krooks, 50:42 K. Hänninen (R. Nieminen), 52:55 K. Lehto (R. Nieminen), 54:40 R. Nieminen (S. Fisk, M. Lehtimäki)

Rozhodčí: Laurie Taylor-Boulton (CAN)

Diváků: 4 972

 USA –  Švédsko 7:1 (1:1, 4:0, 2:0)
10. února 1998 – Nagano (Aqua Wing Arena)

Branky: 16:27 L. Baker (S. Merz), 32:39 K. Bye (S. Merz, T. Mounsey), 34:36 K. King (A. Blahoski), 36:20 S. Merz, 38:39 K. Bye, 54:28 G. Ulion (C. Granato), 55:30 S. Looney – 10:02 P. Morelius (T. Sjölander, E. Holst).

Rozhodčí: Manuela Groeger (FIN)

Diváků: 3 607

 Kanada –  Švédsko 5:3 (2:0, 2:2, 1:1)
12. února 1998 – Nagano (Aqua Wing Arena)

Branky: 9:30 D. Goyette, 10:06 K. Nystrom (N. Drolet), 26:23 N. Drolet (B. Kellar), 35:05 T. Brisson, 40:34 D. Goyette (H. Wickenheiser, S. Wilson) – 38:11 P. Burholm (E. Holst), 28:38 M. Rooth (L. Almblad), 42:11 T. Månsson (T. Sjölander).

Rozhodčí: Victoria Renfer-Kale (USA)

Diváků: 5 429

 Japonsko –  Čína 1:6 (0:0, 0:3, 1:3)
12. února 1998 – Nagano (Aqua Wing Arena)

Branky: 42:25 Sato M. (Obikawa M.) – 32:21 Yang X. (Li X., Liu H.), 32:35 Guo W. (Yang Q.), 33:45 Zhang L. (Lu Y.), 46:31 Guo W. (Gong M.), 52:24 Sang H. (Xu L.), 55:19 Guo W. (Liu H.).

Rozhodčí: Manuela Groeger (FIN)

Diváků: 5 863

 USA –  Finsko 4:2 (1:1, 3:1, 0:0)
12. února 1998 – Nagano (Aqua Wing Arena)

Branky: 2:48 V. Movsessian (K. King), 18:09 K. Hänninen (K. Lehto, R. Nieminen),
21:22 K. Bye (J. Schmidgall), 25:27 R. Nieminen, 26:49 T. Mounsey (K. Bye, S. Merz),
36:56 G. Ulion (K. Bye).

Rozhodčí: Marina Zenk (CAN)

Diváků: 3 688

 Japonsko –  USA 0:10 (0:5, 0:2, 0:3)
13. února 1998 – Nagano (Aqua Wing Arena)

Branky: 3:55 S. Looney, 9:08 A. Mleczko (S. Merz), 13:32 S. Whyte (C. Granato), 14:14 S. Looney (G. Ulion, J. Schmidgall), 14:36 A. Mleczko (L. Brown-Miller, S. Looney),
29:18 K. King (L. Baker, C. Bailey), 39:34 K. King (A. Blahoski, L. Baker), 45:37 L. Baker (C. Granato), 51:46 K. Bye (T. Mounsey, G. Ulion), 13:03 K. King (L. Baker).

Rozhodčí: Laurie Taylor-Boulton (CAN)

Diváků: 5 015

 Čína –  Švédsko 3:1 (0:0, 0:1, 3:0)
13. února 1998 – Nagano (Aqua Wing Arena)

Branky: 46:42 Zhang L. (Yang X., Liu H.), 50:38 Liu H. (Wang W.), 58:08Yang X. (Zhang L., Guo W.) – 31:10 T. Sjölander (L. Almblad).

Rozhodčí: Marina Zenk (CAN)

Diváků: 3 670

 Kanada –  Finsko 4:2 (2:0, 2:1, 0:1)
13. února 1998 – Nagano (Aqua Wing Arena)

Branky: 12:45 T. Brisson (V. Sunohara), 16:50 G. Heaney (N. Drolet), 28:53 T. Brisson (F. St-Louis), 36:26 D. Goyette (G. Heaney, J. Diduck), 33:25 P. Vaarakallio (S. Fisk), 53:32 K. Rantamäki (P. Vaarakallio).

Rozhodčí: Sandra Dombrowski (SUI)

Diváků: 3 133

 USA –  Kanada 7:4 (1:1, 0:0, 6:3)
15. února 1998 – Nagano (Aqua Wing Arena)

Branky: 19:20 C. Granato, 47:05 L. Baker (K. King), 50:57 C. Granato (G. Ulion, T. Mounsey), 52:25 J. Schmidgall (C. Granato), 52:48 T. Dunn (A. Mleczko), 57:06 L. Brown-Miller (A. Mleczko), 58:58 L. Baker – 3:01 L. Dupuis (V. Sunohara) 41:24 L. Dupuis (T. Brisson), 45:28 J. Hefford (L. Dupuis), 45:53 T. Brisson (S. Wilson, H. Wickenheiser).

Rozhodčí: Manuela Groeger (FIN)

Diváků: 5872

 Finsko –  Čína 6:1 (2:0, 2:1, 2:0)
15. února 1998 – Nagano (Aqua Wing Arena)

Branky: 1:08 J. Ikonen, 9:56 M. Lehtimäki (K. Hänninen), 24:37 S. Fisk (M. Lehtimäki),
27:57 R. Nieminen, 44:20 M. Lehtimäki (K. Hänninen), 57:09 R. Nieminen – 24:50 Liu H. (Wang W.).

Rozhodčí: Victoria Renfer-Kale (USA)

Diváků: 5 638

 Japonsko –  Švédsko 0:5 (0:2, 0:2, 0:1)
15. února 1998 – Nagano (Aqua Wing Arena)

Branky: 10:58 G. Andersson, 18:33 E. Holst (J. Elfsberg), 25:34 M. Gustafsson (Å. Elfving), 31:15 M. Rooth (G. Andersson, E. Holst), 59:18 E. Holst (M. Rooth).

Rozhodčí: Sandra Dombrowski (SUI)

Diváků: 6 009

### Finále
USA –  Kanada 3:1 (0:0, 1:0, 2:1)
17. února 1998 – Nagano (Big Hat)

Branky: 22:38 G. Ulion (S. Whyte, S. Merz), 50:57 S. Looney (S. Whyte, G. Ulion)
55:59 D. Goyette (H. Wickenheiser, G. Heaney), 59:52 S. Whyte.

Rozhodčí: Marina Zenk (CAN)

Diváků: 8 626

### O 3. místo
Finsko –  Čína 4:1 (0:1, 3:0, 1:0)
17. února 1998 – Nagano (Big Hat)

Branky: 23:07 S. Fisk (R. Nieminen, K. Lehto), 27:08 J. Ikonen (P. Vaarakallio, K. Rantamäki), 30:15 S. Lankosaari (K. Riipi, S. Krooks), 59:52 R. Nieminen (M. Lehtimäki) – 9:27 Yang X.

Rozhodčí: Laurie Taylor-Boulton (CAN)

Diváků: 7 412

## Statistiky

### Kanadské bodování
| Poř. | Kanadské bodování      | Branky | Přihrávky | Body |
| ---- | ---------------------- | ------ | --------- | ---- |
| 1.   | Riikka Nieminenová     | 7      | 5         | 12   |
| 2.   | Danielle Goyetteová    | 8      | 1         | 9    |
| 3.   | Karyn Byeová           | 5      | 3         | 8    |
| 4.   | Cammi Granatová        | 4      | 4         | 8    |
| 4.   | Katie Kingová          | 4      | 4         | 8    |
| 6.   | Gretchen Ulionová      | 3      | 5         | 8    |
| 7.   | Hayley Wickenheiserová | 2      | 6         | 8    |
| 8.   | Therese Brissonová     | 5      | 2         | 7    |
| 9.   | Laurie Bakerová        | 4      | 3         | 7    |
| 9.   | Kirsi Haenninenová     | 4      | 3         | 7    |

### Konečné pořadí
|                  | Tým      | Z | V | R | P | Skóre | B  |
| ---------------- | -------- | - | - | - | - | ----- | -- |
| Zlatá medaile    | USA      | 6 | 6 | 0 | 0 | 36:8  | 12 |
| Stříbrná medaile | Kanada   | 6 | 4 | 0 | 2 | 29:15 | 8  |
| Bronzová medaile | Finsko   | 6 | 4 | 0 | 2 | 31:11 | 8  |
| 4.               | Čína     | 6 | 2 | 0 | 4 | 11:19 | 4  |
| 5.               | Švédsko  | 5 | 1 | 0 | 4 | 10:21 | 2  |
| 6.               | Japonsko | 5 | 0 | 0 | 5 | 2:45  | 0  |